# Liste des sites mégalithiques dans le district de Bragance
Cette liste non exhaustive recense les principaux sites mégalithiques dans le district de Bragance, au Portugal.

## Liste
| Site                              | Type          | Municipalité         | Notes | Coordonnées                 | Image                            |
| --------------------------------- | ------------- | -------------------- | ----- | --------------------------- | -------------------------------- |
| Anta de Vilarinho da Castanheira  | Dolmen        | Carrazeda de Ansiães |       | 41° 11′ 54″ N, 7° 11′ 22″ O | Anta de Vilarinho da Castanheira |
| Anta de Zedes                     | Dolmen        | Carrazeda de Ansiães |       | 41° 16′ 33″ N, 7° 17′ 37″ O | Anta de Zedes                    |
| Menhir de Bouça                   | Menhir        | Mirandela            |       | déplacé                     |                                  |
| Statues-menhirs de Cabeço da Mina | Statue-menhir | Vila Flor            |       |                             |                                  |